# August Weinhold
August Weinhold (* 31. Juli 1892 in Lublinitz; † 18. Mai 1961 in Werste) war ein deutscher Politiker der SPD und Mitglied des Deutschen Bundestages.
August Weinhold war von Beruf Maurer. Von 1919 bis 1922 kämpfte er für den Verbleib Oberschlesiens bei Deutschland. 1921 führte er die deutsche Delegation beim Völkerbund in Genf an. Bis 1933 war er Gewerkschaftssekretär bei der SPD. Von 1933 bis 1945 wurde er politisch verfolgt und später aus Oberschlesien ausgewiesen.
Er war von 1949 bis 1953 Mitglied des ersten Deutschen Bundestages. Er wurde für die Sozialdemokratische Partei Deutschlands (SPD) über die Landesliste Nordrhein-Westfalen gewählt.